# Globi d'oro 2017
La 57ª edizione dei Globi d'oro si è tenuta giovedì 14 giugno 2017 a villa Medici a Roma.

## Albo d'oro
I vincitori sono indicati in grassetto, a seguire gli altri candidati.

### Miglior film
- La stoffa dei sogni, regia di Gianfranco Cabiddu
- Fai bei sogni, regia di Marco Bellocchio
- Indivisibili, regia di Edoardo De Angelis
- La pazza gioia, regia di Paolo Virzì
- La tenerezza, regia di Gianni Amelio

### Gran Premio della stampa estera
- Restaurare il cielo, regia di Tommaso Santi

### Miglior opera prima
- Marco Danieli - La ragazza del mondo
- Cesare Furesi - Chi salverà le rose?
- Marco Segato - La pelle dell'orso
- Irene Dionisio - Le ultime cose
- Benedetta Argentieri, Bruno Chiaravalloti, Claudio Jampaglia - Our War

### Miglior attore
- Renato Carpentieri - La tenerezza
- Stefano Accorsi - Veloce come il vento
- Carlo Delle Piane - Chi salverà le rose?
- Luca Marinelli - Il padre d'Italia
- Michele Riondino - La ragazza del mondo

### Miglior attrice
- Isabella Ragonese - Il padre d'Italia
- Valeria Ciangottini - Cronaca di una passione
- Angela e Marianna Fontana - Indivisibili
- Micaela Ramazzotti - La tenerezza
- Sara Serraiocco - La ragazza del mondo

### Miglior sceneggiatura
- Paolo Virzì e Francesca Archibugi - La pazza gioia
- Marco Bellocchio, Edoardo Albinati e Valia Santella - Fai bei sogni
- Marco Danieli e Antonio Manca - La ragazza del mondo
- Gianni Amelio e Alberto Taraglio - La tenerezza
- Matteo Rovere, Francesca Manieri e Filippo Gravino - Veloce come il vento

### Miglior fotografia
- Daria D'Antonio - La pelle dell'orso
- Maurizio Calvesi - Questione di karma
- Vincenzo Carpineta - La stoffa dei sogni
- Daniele Ciprì - In guerra per amore
- Michele D'Attanasio - Veloce come il vento

### Miglior musica
- Enzo Avitabile - Indivisibili
- Nino D'Angelo - Falchi
- Stefano Di Battista - Sole cuore amore
- Andrea Farri - Lasciati andare
- Marcello Peghin - Chi salverà le rose?

### Miglior commedia
- Lasciati andare, regia di Francesco Amato
- Beata ignoranza, regia di Massimiliano Bruno
- Che vuoi che sia, regia di Edoardo Leo
- In guerra per amore, regia di Pierfrancesco Diliberto
- Questione di karma, regia di Edoardo Falcone

### Miglior documentario
- L'uomo che non cambiò la storia, regia di Enrico Caria
- 60 - Ieri Oggi Domani, regia di Giorgio Treves
- Cacciatore di paesaggi, regia di Fabio Toncelli
- Cinque mo(N)di, regia di Giancarlo Soldi
- Il pugile del Duce di Tony Saccucci
- Italian Offshore, regia di Marcello Brecciaroli, Manuele Bonaccorsi, Salvatore Altiero
- Liberami, regia di Federica Di Giacomo
- Our War, regia di Bruno Chiaravalloti, Claudio Jampaglia, Benedetta Argentieri
- Uberto degli Specchi, regia di Marco Mensa, Elisa Mereghetti
- Via della conciliazione, regia di Raffaele Brunetti, Piergiorgio Curzi

### Miglior cortometraggio
- Penalty, regia di Aldo Iuliano
- Blue Screen regia di Riccardo Bolo e Alessandro Arfuso
- Buffet, regia di Alessandro D'Ambrosi e Santa De Santis
- Confino, regia di Nico Bonomolo
- Uno scatto d'autore, regia di Consuelo Pascali

### Globo d'oro alla carriera
- Dario Argento